# Sun Li-jen
Sun Li-jen o Sun Liren (Jinnu, 8 dicembre 1900 – Taichung, 19 novembre 1990) è stato un generale cinese dell'esercito nazionalista del Kuomintang (KMT).
Era laureato presso il Virginia Military Institute ed è noto per la sua leadership nella seconda guerra sino-giapponese e nella guerra civile cinese. I suoi successi militari gli valsero il soprannome elogiativo "Rommel dell'Est". La sua Nuova Prima Armata fu conosciuta come la "migliore armata sotto il cielo" e gli fu riconosciuto il confronto effettivo con le truppe giapponesi nella battaglia di Shanghai del 1937 e nella campagna della Birmania, 1943-1944.
Forse a causa del suo addestramento militare straniero, non aveva la piena fiducia di Chiang Kai-shek. Sun fu sollevato dal comando di battaglia nella guerra civile cinese nel 1946 e sebbene fosse stato nominato comandante in capo nel 1950 dopo il ritiro del governo centrale nazionalista nella provincia di Taiwan, gli furono assegnati solo ruoli cerimoniali. Fu accusato di cospirazione nel 1955 e trascorse i suoi ultimi trenta anni agli arresti domiciliari virtuali.
Era anche conosciuto come Sun Chung-neng (孫仲 能, Sūn Zhòngnéng) e aveva il nome di cortesia Sun Fu-min (孫撫民, Sūn Fǔmín).

## Biografia
Sun Li-jen nacque a Jinnu, Lujiang, Chaohu, Anhui, con origini nella contea di Shucheng. Durante il movimento del 4 maggio 1919, fece parte degli scout nella marcia in Piazza Tienanmen. Nello stesso anno (1919) sposò Gong Xitao (龔 夕 濤) e fu ammesso nel 1920 all'Università Tsinghua per studiare ingegneria civile. Sun giocò a basket a Tsinghua, diventando una star. Portò la squadra cinese a una medaglia d'oro ai Giochi dell'Estremo Oriente del 1921.
Con una borsa di studio per l'indennità del pugile, si trasferì alla Università Purdue negli Stati Uniti per completare il suo ultimo anno nel 1923, dove si laureò nel 1924. Internò brevemente alla Chicago Bridge &amp; Iron Company di Chicago, Illinois. Ma il patriottismo lo motivò a cambiare carriera e perseguire invece studi militari. La Cina era nel mezzo di una spinta nazionalista per unire le fazioni interne divise e per proteggere la nazione dagli imperialisti. Sun decise che avrebbe potuto servire meglio la sua nazione divisa come un soldato piuttosto che come ingegnere.
Si candidò al Virginia Military Institute e qui si laureò. Nel 1927 Sun fece un tour in Europa e in Giappone per vedere l'ultima organizzazione militare e il pensiero strategico, poi tornò in Cina e divenne un caporale nell'Esercito Rivoluzionario Nazionale e nell'Istituto politico centrale. Gli fu quindi affidato il comando della National Salt Gabelle Brigade, organizzata dal ministro delle finanze T.V. Soong, che creò le truppe meglio addestrate ed equipaggiate del KMT. Quattro dei reggimenti in seguito divennero la Nuova 38ª divisione. Il suo centro di formazione si trovava a Duyun, nella provincia di Guizhou.

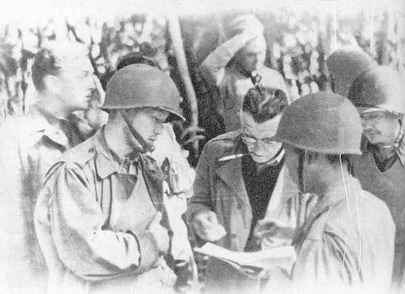
Sun e Stilwell in Birmania

### Seconda guerra sino-giapponese
Sun guidò le sue truppe combattendo contro i giapponesi durante la battaglia di Shanghai nel 1937 e fu gravemente ferito dai frammenti delle mine. Dopo essersi ripreso, Sun tornò per guidare le sue truppe al fronte. Dopo due anni di addestramento, la nuova 38ª divisione di Sun fu inviata da Chiang Kai-shek in Birmania per proteggere la Strada della Birmania sotto il generale Zhang Zhen, comandante della 66ª armata, insieme al generale Du Yuming (5ª armata) e al generale Gan Lichu (6ª armata) come parte della Forza di spedizione cinese. Sun guidò un reggimento cinese attraverso terreni difficili per alleviare 7 000 forze britanniche intrappolate dai giapponesi numericamente superiori nella battaglia di Yenangyaung. Sebbene incapace di impedire ai giapponesi di tagliare la Strada della Birmania, Sun ottenne il rispetto del generale William Slim, il comandante della 14ª armata britannica. Sun e la sua divisione si ritirarono in India, mentre quelli di Du, contro il consiglio di Sun, si ritirarono in Cina e furono malmenati sia dalla natura che dai giapponesi.
All'inizio del 1943, dopo il riuscito ritiro in India, la divisione di Sun fu incorporata nella Nuova Prima Armata e divenne parte della "Forza X", la forza cinese sotto il comando di Joseph Stilwell, comandante statunitense di tutte le truppe USA e cinesi nel "Teatro di Cina-Birmania-India". La disciplina di battaglia delle divisioni di Sun riaffermò il rispetto di Stilwell per il soldato cinese. Le sue truppe guidarono la campagna della Birmania, il viaggio di Stilwell nel 1943 per riconquistare la Birmania settentrionale e ristabilire la rotta terrestre verso la Cina lungo la strada di Ledo. Il generale Stilwell considerava Sun il comandante di campo cinese più capace dell'intera guerra. Nel 1945, su invito del generale statunitense Dwight Eisenhower, Sun fece il giro dei campi di battaglia d'Europa. Ritornò in Cina per condurre la Nuova Prima Armata a Canton per accettare la resa giapponese.

### Guerra civile cinese

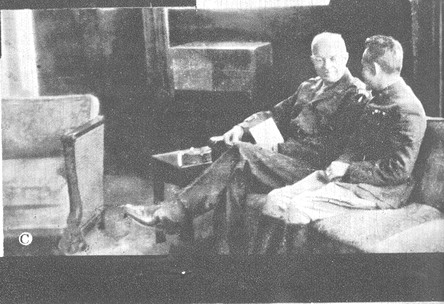
Sun ed Eisenhower in Europa nel 1945

La fine della guerra con il Giappone non portò la pace in Cina. La nuova prima armata di Sun fu dispiegata in Manciuria, dove gli eserciti sovietici lasciarono le forze comuniste al controllo delle aree strategiche e i nazionalisti riuscirono a trovare supporto solo arruolando banditi locali e arrendendo truppe giapponesi. Il 20 maggio 1946, le truppe di Sun sconfissero l'Esercito Popolare di Liberazione per prendere un nodo ferroviario nella battaglia di Siping, ma solo dopo un mese di combattimenti. Le truppe comuniste del generale Lin Biao dissero questo: "Finché non dovremo combattere la Nuova 1ª armata, non abbiamo paura del milione di truppe del governo centrale". Sun disse che l'EPL che si opponeva all'esercito nazionalista era come "mosche che attaccano una tigre", ma quando l'EPL ottenne una serie crescente di vittorie locali, Du Yuming preferito di Chiang Kai-shek accusò ripetutamente Sun di insubordinazione. Chiang sentì che Sun non poteva ottenere la collaborazione di ufficiali istruiti di Whampoa e lo sostituì con un generale che considerava più leale. Sun fu restituito a un posto di comando a Nanchino nel luglio del 1947, come vice comandante in capo dell'esercito e comandante generale del comando di addestramento dell'esercito. Il console generale statunitense a Mukden in quel momento, O. Edmund Clubb, in seguito ricordò che, a causa della sua educazione statunitense, Sun era considerato un estraneo: "la lealtà personale era considerata dal regime nazionalista più importante della competenza, e quando stabilisci uno standard del genere corri in pericolo".

#### Taiwan
Come comandante del comando di addestramento dell'esercito e vice comandante dell'Esercito della Repubblica di Cina nel 1947, Sun trasferì una struttura di addestramento a Taiwan, indipendente dalla guerra civile in corso. Sun addestrò nuovi ufficiali e truppe per il governo nazionalista, sperando di cambiare il corso della guerra civile. Lo sforzo era troppo piccolo, troppo tardi rispetto al massiccio numero di truppe sconfitte, ma una delle divisioni che aveva addestrato (201 Divisione dell'80ª armata) fu inviata a Quemoy per aiutare a reprimere l'invasione comunista nel 1949. Era la forza di difesa in prima linea.
Nel 1950, Sun fu nominato comandante in capo dell'Esercito della Repubblica di Cina, mentre era anche comandante del comando di difesa di Taiwan e del comando di addestramento dell'esercito. Sun era molto rispettato dagli americani e le voci secondo cui la CIA cercava un colpo di Stato per sostituire Chiang Kai-shek con Sun fece Chiang e suo figlio Chiang Ching-kuo desiderosi di rimuoverlo dal potere.

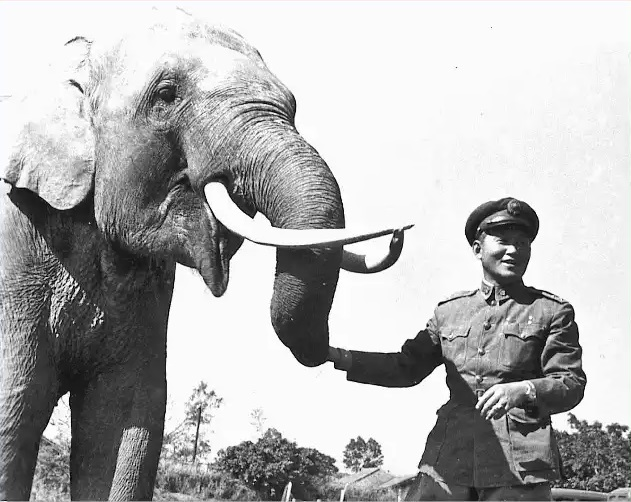
Sun Li-jen con il famoso elefante dell'esercito Lin Wang

In primo luogo, Sun fu riassegnato come principale consigliere militare cerimoniale a Chiang Kai-shek nel giugno 1954, impedendogli di controllare direttamente qualsiasi truppa. Nel 1950, Chiang Ching-kuo divenne direttore della polizia segreta di suo padre, una posizione che mantenne fino al 1965. Chiang Ching-kuo, istruito in Unione Sovietica, iniziò la struttura militare in stile sovietico, riorganizzando e sovvenzionando il corpo degli ufficiali mentre istituiva sorveglianza. Sun Li-jen, che fu educato all'American Virginia Military Institute, si oppose a questo sistema. Il 25 maggio, uno dei subordinati del generale Sun, il tenente colonnello Kuo Ting-liang, fu arrestato dal collega di Chiang Ching-kuo, capo della sicurezza interna Mao Jen-feng, e torturato per ammettere la cospirazione con un agente comunista. Il 20 agosto 1955 Sun fu ufficialmente sollevato dalle sue funzioni e messo agli arresti domiciliari. Fu istituito un comitato di nove persone sotto il vicepresidente Chen Cheng per indagare sul coinvolgimento del generale Sun nel presunto caso di spionaggio. La CIA avrebbe anche voluto aiutare Sun a prendere il controllo di Taiwan e dichiarare la sua indipendenza. Sun, oltre ad essere sospettato di collaborare con la CIA, fu anche accusato di negligenza nel consentire al suo subordinato di partecipare a una presunta rivolta che coinvolgeva agenti comunisti. Una fonte suggerisce che il "complotto" potrebbe essere stato semplicemente un piano per presentare una petizione al generalissimo Chiang per eliminare il sistema militare di commissari politici.
Più di 300 dei subordinati stretti di Sun furono messi in arresto e molti altri furono sollevati dai loro doveri. Sun rimase agli arresti domiciliari per oltre tre decenni: non fu rilasciato fino al 20 marzo 1988, poco dopo la morte di Chiang Ching-kuo. Morì nella sua casa di Taichung all'età di 89 anni (91 secondo il calendario cinese). Il suo funerale fu condotto con il massimo dei voti militari e con la presenza del ministro della Difesa nazionale e dei massimi generali.

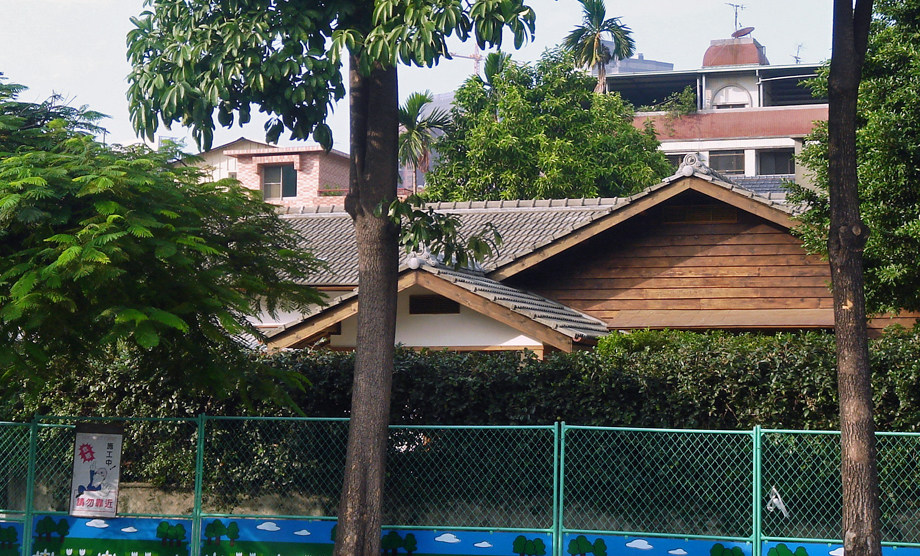
La casa di Sun Li-jen a Taichung

Nel 2001, la reputazione di Sun fu cancellata dopo un'indagine del governo sul presunto tentativo di colpo di Stato. Nel gennaio 2011, il presidente Ma Ying-jeou si scusò formalmente con la famiglia di Sun Li-jen e la casa di Sun a Taichung fu aperta come sala commemorativa e museo.

## Famiglia
Il generale Sun fu sopravvissuto dai suoi due figli Sun Tien-ping (孫天平) e Sun Ane-pin (孫安平), due figlie Sun Chung-ping (孫中平) e Sun Tai-ping (孫太平) e la sorella Sun Pi- jen (孫 璧人).